# 小池亜希子
小池 亜希子（こいけ あきこ、1969年11月5日 - ）は、日本の女性声優。アーツビジョン所属。神奈川県出身。

## 略歴
1997年、江崎プロダクション付属養成所入所。1999年から2007年までマウスプロモーション（旧・江崎プロダクション）に所属していた。

## 出演
太字はメインキャラクター。

### テレビアニメ
- しましまとらのしまじろう（1993年、めい子）
- 魔法騎士レイアース（1994年）
- セラフィムコール（1999年、仲居）
- 名探偵コナン（1999年、女客C、スチュワーデスB、看護師、女A、ウェイトレス）
- 幻想魔伝 最遊記（2000年、女）
- サイボーグ009 THE CYBORG SOLDIER（2001年、ヒルダ、茨木真一〈少年時代〉）
- 破邪巨星Gダンガイオー（2001年、女子高生B）
- 東京アンダーグラウンド（2002年、華秦〈少年〉、メイド）
- NARUTO -ナルト-（2002年、キン・ツチ）
- パタパタ飛行船の冒険（2002年、ミリア[4]）
- タイドライン・ブルー（2005年、アンジー）
- NARUTO -ナルト- 疾風伝（2007年、木ノ葉丸〈代役〉）
- ミヨリの森（2007年、幸子）
- サザエさん（2014年）

### OVA
- サクラ大戦 桜華絢爛（1997年、町の人々）
- 青山剛昌短編集2 プレイ イット アゲイン（1999年、生徒）
- クイーン・エメラルダス（1999年、広を罵る女）
- ルパン三世 生きていた魔術師（2002年、女アナウンサー）

### 劇場アニメ
- め組の大吾 火事場のバカヤロー（1999年、女子高生）
- 名探偵コナン 瞳の中の暗殺者（2000年、クローク係）
- WXIII 機動警察パトレイバー（2002年）[5]

### ゲーム
1997年
- ザ・マスターズ・ファイター（ミシェール）

1998年
- 東京魔人學園剣風帖

1999年
- 東京バス案内

2000年
- ラグナキュール レジェンド（クレス）

2001年
- Haloシリーズ（コルタナ、キャサリン・エリザベス・ハルゼイ）

2003年
- 永遠のアセリア（ウルカ・ブラックスピリット）
- サクラ大戦 〜熱き血潮に〜（群集）
- 侍道2（陰沼京次郎）
- NARUTO -ナルト- ナルティメットヒーロー（キン・ツチ）

2004年
- 九龍妖魔學園紀（双樹咲重）
- 3年B組金八先生 伝説の教壇に立て!（水島奈美）
- デカボイス

2005年
- 新・ボクらの太陽（トリニティ）

2006年
- 九龍妖魔學園紀 re:charge（双樹咲重）
- ボクらの太陽 Django & Sabata（アーシュラ）
- みんなのテニス（カオリ）

2007年
- ロード・オブ・ザ・リングス オンライン

2008年
- メタルギアソリッド4（敵兵）

2012年
- エースコンバット3D クロスランブル（カミーラ・アルメイダ）
- バイオハザード オペレーション・ラクーンシティ（ウィロー）

2020年
- 九龍妖魔學園紀 ORIGIN OF ADVENTURE（双樹咲重）

2021年
- Halo Infinite（ウェポン）

### ドラマCD
- GENE 天使は裂かれる（ローラ）
- 九龍妖魔學園紀 Vol.1（双樹咲重）

### 吹き替え

#### 映画
- 愛の妖精 アニーベル（サーラ）
- アイルランド・ライジング（イータ〈パロマ・バエザ〉）
- アザーズ（ビクター少年）
- 頭文字D（みわ）
- イリュージョン（ベレン・カセレス）
- イン・ザ・ベッドルーム
- インビジブル（男の子）
- ヴィレッジ（ドナルド少年）
- エンジェル・スノー
- カーミットのどろんこ大冒険
- ガールファイト（ベロニカ〈シャノン・ウォーカー・ウィリアムズ〉）
- カラー・オブ・ハート
- カンパニー・マン（ダイアン）
- 奇跡の歌（ティナ）
- キューティ・ブロンド
- K-PAX 光の旅人（マリア）
- 警察署長ジェッシイ・ストーン 訣別の海
- コヨーテ・アグリー
- ザ・リング（ニコル）
- ジェイソンX 13日の金曜日（キンサ）
- ジェネックス・コップ2（オリー）
- 少林寺達磨大師（総持）
- シン・レッド・ライン（ベルの妻）
- スノーホワイト/白雪姫
- スペース カウボーイ（シェリー）
- 続・最後の少林寺（ウー・ワイチャン〈チョン・カウムイ〉）
- ダミー（ボニー）
- 天国からの手紙（ソンミ）
- 2001年宇宙の旅（クンストラー）
- ネメシス/S.T.X（タローラ議員）
- ハイスクール・ミュージカル2（マーサ）
- パパってなに?
- ビッグママ・ハウス（トレント・ピアース）
- 風雲 ストームライダーズ（少年・風）
- ビューティフル・ピープル（ジェミラ・ハベコビッチ）
- ビューティフル・マインド（ベッキー）
- ファイナル・デスティネーション
- プロフェシー
- HALO（コルタナ）
- ベルベット・ゴールドマイン（エンジェル）
- ボウリング・フォー・コロンバイン（アマンダ）
- マイノリティ・リポート（エヴァナ）
- ムービング・ターゲット（ニコル）
- モナリザ・スマイル（スーザン）
- モンスーン・ウェディング（アリス〈ティロタマ・ショーム〉）
- ヤァヤァ・シスターズの聖なる秘密
- 野性の呼び声（エマ・ベリー）
- リプレイスメント
- レッド・ドラゴン（ヴァレリー・リーズ〈マルグリット・マッキンタイア〉）
- ロード・トリップ（ウェンディ）
- ロスト・コマンド 名誉と栄光のためでなく（クレアフォン夫人〈ミシェル・モルガン〉）
- ロスト・ワールド/失われた世界（アグネス）
- WASABI（ベティ）
- ワンス・アポン・ア・タイム・イン・チャイナ外伝 鬼脚（シャオリン〈ロイ・サウリン〉）

#### ドラマ
- 秋の童話
- ER緊急救命室
  - シーズン3 #4（ローラ〈ミーナ・スヴァーリ〉）
  - シーズン4（リー）
  - シーズン5 #5（バービー）
  - シーズン7 #17（ミッシェル〈マリッツァ・マーレイ〉）
  - シーズン8 #6（サラ）
  - シーズン9・10（サキナ〈バーバラ・イヴ・ハリス〉）
- 宇宙大作戦 復刻版（サヤナ）
- エイリアス
- 奥さまは魔女 復刻版
- ゴシップガール（キャサリン・ビートン公爵夫人（ミッチェン・エイメック）
- The O.C.（ヘイリー・ニコール〈アマンダ・リゲッティ〉）
- ザ・ホワイトハウス（ジンジャー）
- 少林七傑（ヘイマオチュー〈ヤン・ミンナー〉）
- 笑傲江湖（定逸師太〈リー・チンチン〉）
- スキャンダル（ウンシル）
- スタートレック:ヴォイジャー（ラナ）
- スタートレック:ディープ・スペース・ナイン
- ダークエンジェル
- ニキータ
- フェームL.A.（リリー・アルグエロ）
- 冬のソナタ
- プライベート・プラクティス4､5
- ブル〜ウォール街への挑戦〜（パム）
- 名探偵モンク
- レイブン 見えちゃってチョー大変!（ティファニー）

#### アニメ
- X-メン:エボリューション（ローグ）
- ガーゴイルズ（フォックス・ザナトス〈レナード〉）
- カーズ（ミア、ティア）
- びっくりマジック・ファミリー（ウイロー）
- リトル・マーメイドIII はじまりの物語（アデーラ）
- リブート（アンドレア）

### パチンコ・パチスロ
- CRパチンコアタックNo.1（八木沢静、八木沢かつら）

### CM
- 少年サンデー 天使な小生意気（花華院美木）
- BSフジ 番組宣伝
- リイド 探し屋の女房・お手伝いしちゃいます

### その他コンテンツ
- ウォルト・ディズニー・ワールド・リゾート GMアトラクション
- 英単語勉強コンテンツ/日本語（英単語）
- テレビショッピング
- 日曜ビッグバラエティ
- ベネッセポケット（チョッキー）